# Blood & Glitter
Blood & Glitter (с англ. — «Кровь и блёстки») — песня немецкой готик-метал-группы Lord of the Lost. Она была выпущена 24 декабря 2022 года на лейбле Napalm Records. Композиция  представляла Германию на конкурсе песни «Евровидение 2023» в Ливерпуле, Великобритания, после победы в национальном отборе Германии, но заняла лишь последнее место.

## На Евровидении
Для их выступления в Ливерпуле Хармс сделали гламурное рок-шоу для группы, включили красный пиротехнический дождь, чтобы отразить послание песни.

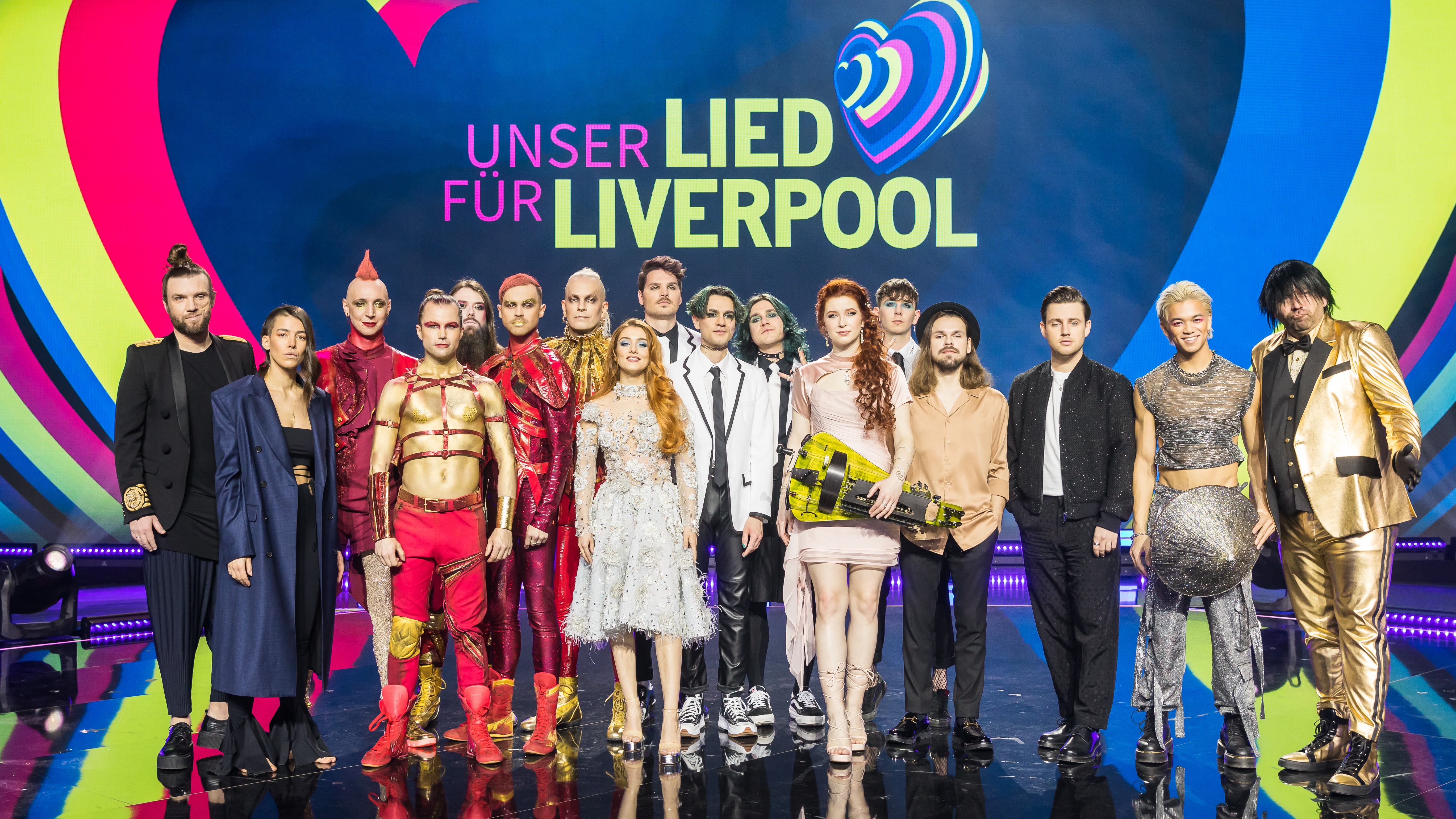
Участники Lord of the Lost на национальном отборе

## Предыстория
Песня в жанре дарк-рока была выпущена в качестве ведущего сингла с их восьмого одноимённого студийного альбома (2022). Вокалист Крис Хармс рассказал, что группа на самом деле подавала заявку на то, чтобы представлять Германию в течение многих лет, вплоть до их победы в 2023 году. Начиная с 24 февраля 2023 года, фанаты могли голосовать за свою любимую песню онлайн. Выступление было описано как «зажигательное глэм-рок шоу», что-то среднее между «дарк-» и «готик-металом». В итоге группа выиграла конкурс отбора, заработав 189 баллов, состоящих из 146 баллов от поклонников и зрителей и 43 баллов от международного профессионального жюри.